# Bibelschule
Die Bibelschule ist eine Ausbildungsstätte für kirchliche, insbesondere freikirchliche Mitarbeiter. Ihre Absolventen arbeiten in verschiedenen Bereichen. Dazu gehören pastorale Dienste, Innen- und Außenmission, diakonische Einrichtungen sowie schulische und kirchliche Katechese. 
Bibelschulen zeichnen sich meist durch eine evangelikale Theologie aus. Viele dieser Ausbildungsstätten bieten auch Fernstudiengänge sowie Freizeit- und Ferienkurse für interessierte Laien an. 
Ob eine Bibelschulausbildung von Kirchen, Freikirchen, Gemeinschaften und freien christlichen Werken anerkannt wird, hängt von einer Reihe von Faktoren ab. Zunächst stellt sich die Frage, ob die geistlich-theologische Ausrichtung einer bestimmten Bibelschule mit der des zukünftigen Arbeitgebers kompatibel ist. Auch ist das Studienprogramm und das Studienziel einer Bibelschule von Bedeutung. Am einfachsten ist es dort, wo die jeweilige Bibelschule offizielle Ausbildungsstätte einer Kirche oder Gemeinschaft ist. Gute Chancen einer Übernahme bestehen auch dort, wo zwischen Bibelschule(n) und den zukünftigen Trägern Vereinbarungen bestehen. Ansonsten wird von Fall zu Fall entschieden, häufig auch eine Zusatzausbildung vereinbart, die dann hier und dort auch berufsbegleitend geschehen kann.
Der erfolgreiche Abschluss eines vierjährigen Bibelstudiums berechtigt in bestimmten Fällen zur Führung der Berufsbezeichnung „Staatlich anerkannte Religions- und Gemeindepädagogin“ bzw. „Staatlich anerkannter Religions- und Gemeindepädagoge“.  Absolventen können somit in der schulischen Katechese tätig werden, wenn die Finanzierung von kirchlicher und staatlicher Seite aus gemeinsam erfolgt.

## Geschichte
Die historischen Wurzeln der Bibelschulen liegen in den Erweckungsbewegungen des 19. Jahrhunderts. Sie entstanden aus dem Bedürfnis heraus, die Äußere und Innere Mission durch praktisch-theologisch geschulte Kräfte voranzutreiben. Die Erweckungsbewegungen hatten zahlreiche neue Gemeinden, Gemeinschaftskreise sowie diakonische und missionarische Werke im In- und Ausland hervorgebracht. Dem damit verbundenen Wachstum an Aufgaben konnten die Pastoren der verschiedenen protestantischen Kirchen nicht mehr gerecht werden. Im deutschen Sprachgebiet war es Christian Friedrich Spittler, der 1840 auf St. Chrischona die erste Bibelschule als „Missions- und Evangelistenschule“ ins Leben rief. 1886 folgte die Gründung des Wuppertaler Johanneums. Seitdem sind viele weitere Bibelschulen entstanden, die je nach Ausrichtung und Arbeitsschwerpunkt verschiedene Dachverbände gegründet haben. Zu diesen Dachverbänden gehören:
- Konferenz missionarischer Ausbildungsstätten
- Konferenz bibeltreuer Ausbildungsstätten
- Ausbildungsstätten und Bibelschulen im Gnadauer Verband

## Theologische Ausrichtung
Bibelschulen haben häufig keine enge konfessionelle Ausrichtung. Viele dieser Ausbildungsstätten sind als sogenannte „freie Werke“ organisiert. Gemeinsam ist ihnen jedoch eine starke Bindung an die Bibel, die für sie in allen Lehr- und Lebensfragen unbedingte Autorität hat. Manche Bibelschulen haben auch in diesem Zusammenhang eine stark apologetische Ausrichtung entwickelt. Die zentrale praktisch-theologische Frage der modernen Bibelschulen lautet: Wie erreichen wir kirchendistanzierte Menschen mit dem Evangelium?

## Bibelschulausbildung

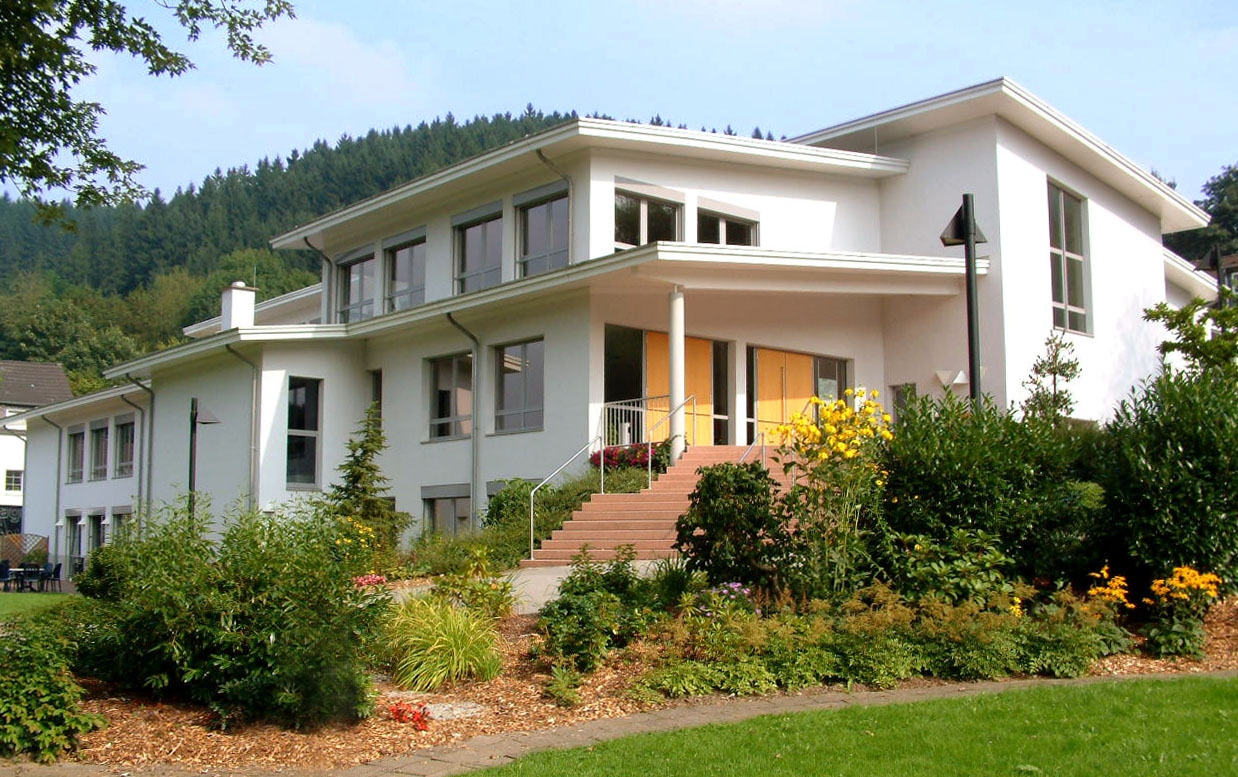
Forum Wiedenest

Das Studium an einer Bibelschule dauert in der Regel zwischen drei und fünf Jahren, es gibt aber auch Bibelschulen, die kürzere Studienzeiten in Form von einzelnen Jahren anbieten und jeweils nach einem Jahr einen Abschluss erstellen. Zahlreiche Praktika und Mitarbeit in landes- oder freikirchlichen Gemeinden während des Studiums gehören zum festen Ausbildungsprogramm. Die theologische Ausbildung umfasst in der Regel die Fächer Bibelkunde, Exegese, Theologie des Alten und Neuen Testaments, Dogmatik, Ethik, Homiletik, Seelsorge, Kirchengeschichte, Konfessions- und Missionskunde, Evangelisation, Psychologie und Pädagogik. Neben dem Pflichtfach „Neutestamentliches Griechisch“ wird oft auch als Wahlfach Hebräisch angeboten. Für die Leitung von Freizeiten am Wasser ,in den Bergen und Sportangeboten ist der offizielle Übungsleiter aus haftungsrechtlichen Gründen  erforderlich. Im Auftrag des Deutschen Olympischen  Sportbundes werden die international gültigen  Übungsleiter C in Online- und Präsenzphasen in Kooperation mit dem CVJM-Gesamtverband ausgebildet. Neben typischen Sportarten wie CVJM Hockey und  Indiaca ist auch die Ausarbeitung einer Andacht verpflichtend.
Besondere Kurzseminare, zu der meist auch interessierte Besucher von außerhalb eingeladen sind, beschäftigen sich mit aktuellen Themen und Zeitströmungen.
Der Bibelschulunterricht ist an den Bedürfnissen der praktischen Gemeindearbeit orientiert. Sein Anliegen bleibt es aber bei aller Praxisbezogenheit, die Bibelschüler zu einem selbständigen biblisch-theologischen Denken und Arbeiten anzuleiten. Viele theologische Ausbildungsstätten dieses Typus gestalten das Studium als Lern- und Lebensgemeinschaft. Studenten und Lehrer wohnen häufig auf demselben Gelände; auf intensive Begegnung und gemeinsames geistliches Leben während der Ausbildungszeit wird großer Wert gelegt. Viele Bibelschulen bieten ihr Programm daher als Vollzeitausbildung an, in welcher auch Studienreisen enthalten sein können. Manche Bibelschulen bieten ein berufsbegleitendes Studium mit Präsenz- oder Onlineunterricht an, um berufstätigen Studenten eine Ausbildung zu ermöglichen.

## Spezielle Zielgruppen
In armen Ländern oder Umständen können Christen keine Bibelschulen besuchen. Als Ersatz dafür werden von verschiedenen Organisationen Bibelfernkurse mit unterschiedlichem Bildungsniveau und Zielpublikum angeboten. Dabei wird mit Printmaterial, aber auch mit Online- und Appkursen gearbeitet. So bietet die Emmaus Correspondence School Kurse in über 100 Sprachen an, um Menschen weltweit zu erreichen.
Bibelfernkurse werden auch zu evangelistischen Zwecken eingesetzt, um Menschen für einen Glauben an Jesus Christus zu gewinnen. So bietet in den USA die Organisation Crossroad Bible Institute CBI u. a. auch evangelistische Fernkurse für Häftlinge an. Dazu werden auch Informationen für die Wiedereingliederung in die Gesellschaft angeboten, um die Rückfallquote zu verringern. Am CBI-Programm nehmen weltweit 42'000 Menschen teil.